# Asijút (guvernorát)
Guvernorát Asijút (arabsky محافظة أسيوط) je jeden z mnoha egyptských guvernorátů. Rozkládá se na úseku řeky Nilu. Hlavním městem guvernorátu je město Asjút.

## Etymologie
Název Asyut je odvozen od slova Zawty (Z3JW.TJ) z rané egyptštiny, pozdního egyptského slova Səyáwta a ještě později koptského Syowtu. Na začátek jména Syowt bylo přidáno písmeno A, a tak vzniklo jméno Asyut.

## Přehled
Míra chudoby je v tomto guvernorátu více než 60 %, ale v poslední době byly některé sítě sociálního zabezpečení poskytovány ve formě finanční pomoci a pracovních příležitostí. Financování bylo koordinováno ministerstvem financí země a za pomoci mezinárodních organizací.

## Populace
Podle odhadů populace z roku 2015 žije většina obyvatel guvernorátu ve venkovských oblastech s mírou urbanizace pouze 26,5 %. Z odhadovaných 4 245 215 lidí s bydlištěm v guvernorátu žije ve venkovských oblastech 3 119 112 lidí, na rozdíl od pouze 1 126 103 v městských oblastech.

## Demografie
V guvernorátu Asyut žije více než 4 miliony lidí s významnou populací Koptů. V roce 1914 měl druhý největší podíl Koptů v Egyptě, když tvořili 20,7 % populace. Nyní však tvoří 32,5 %, zatímco zbývající populace jsou sunnitští muslimové. Evangelická (protestantská) náboženství zaznamenala výrazný růst v některých okresech Asyutu, o čemž svědčí údaje ze sčítání lidu z roku 1907, kdy byla polovina občanů vesnice považována za protestantské Kopty. V Asyutu společně žijí muslimové a křesťané a občas dochází ke střetům. V červenci 2013 vyšel do ulic velký počet křesťanů na protest proti muslimskému extremismu v Asyutu. Ať je člověk křesťan nebo muslim, Asyut je domovem velmi konzervativní společnosti a v říjnu 2016 byla první soutěž krásy Horního Egypta, která se měla konat v Asyutu, kvůli hrozbám smrti a bezpečnostním problémům zrušena.

## Města
- Abnub
- Abu Tig
- Asyut
- Dairut
- El Badari
- El Ghanayem
- Manfalút
- El Quseyya
- Sahel Selim
- Sanabo
- Sodfa

## Průmyslové zóny
Podle egyptského Řídícího orgánu pro investice a volné zóny (GAFI), v přidružení k Ministerstvu investic (MOI), se v tomto guvernorátu nacházejí následující průmyslové zóny:
- Al Awamer Abnoub
- Al Zarabi v Abu Tig
- Al Safa (Beni Ghaleb)
- Sahel Selim
- Dairout
- Badari
- Nový Asyut

## Projekty a programy
V roce 2016 se Švýcarsko zavázalo financovat program pro nakládání s pevným odpadem v Asyutu, což je projekt s egyptským ministerstvem životního prostředí, který bude ukončen v roce 2021. Národní program nakládání s pevným odpadem (NSWMP) zahrnuje výstavbu infrastruktury pro nové i rozšíření a zlepšení stávajících zařízení na zpracování, skládky a recyklaci odpadu.

## Důležitá místa
Starověké lomy jsou důležitým rysem Asyutu. Kolem Asyutu je asi 500 hrobek vytesaných do skály a vápencových lomů. Guvernorát Asyut zahrnuje staroegyptské hrobky Mér a město Durunka, které je poutním místem pro mnoho Koptů, kteří přicházejí navštívit klášter zasvěcený Panně Marii.
- Deir El Gabrawi
- Durunka
- Mér

## Významní lidé
- Ahmed Lutfi el-Sayed, egyptský nacionalista
- Džalál ad-Dín as-Sujútí, sunnitský muslimský teolog, který zemřel v roce 1505
- Akhnoukh Fanous, politický aktivista[19]
- Coluthus, řecký básník 5. století
- Ester Fanous, ženská aktivistka
- Farghali Abdel Hafiz
- Gamál Násir, Second President of Egypt
- Hafez Ibrahim, básník narozený v Dairutu v Asyutu[20]
- Ismail al-Qabbani
- Louis Gris
- Melitius of Lycopolis, zakladatel Melitiánů
- Mustafa Lutfi al-Manfaluti
- Mohamed Ahmed Farghali Pasha
- Mohamed Mustagab
- Šenuda III., Papež koptské pravoslavné církve[21]
- Samir Ghanem, komik, zpěvák a bavič